# Llac Bâlea
El llac Bâlea (en romanès: Lacul Bâlea o Bâlea Lac, pronunciat [ˈBɨle̯a]; en hongarès: Bilea-tó) és un llac glacial situat a 2.034 m d’altitud a les muntanyes Făgăraș, al centre de Romania, a Cârțișoara, al comtat de Sibiu. Hi ha dos xalets oberts tot l'any, una estació meteorològica i una estació de rescat de muntanya (Salvamont). S'hi pot accedir amb cotxe a la carretera Transfăgărășan durant l'estiu i la resta de l’any amb un telefèric des del xalet "Bâlea Cascadă".
El 17 d'abril de 1977 una allau va matar 23 esquiadors reunits a prop del llac; 19 d'aquests eren estudiants de secundària del Col·legi Nacional Samuel von Brukenthal de Sibiu. Aquesta va ser l'allau més mortal de la història de Romania amb el 41è nombre de morts més alt del món.
El 2006 es va construir el primer hotel de gel a l’Europa de l’Est a la rodalia del llac. Des de llavors, l’hotel ha obert 15 anys, però no durant la temporada 2019-2020, a causa de les temperatures més altes de l’habitual.